# مریم اصغری
مریم اصغری (به سوئدی: Maryam Asghari؛ زاده ۱۹۹۸ سوئد) یک سیاستمدار و فعال مدنی افغان‌تبار اهل سوئد است.
او در انتخابات نهم سپتامبر ۲۰۱۸ سوئد، نامزد حزب سوسیال دموکرات برای پارلمان ملی سوئد از حوزه استکهلم و همچنین نامزد شورای شهر استکهلم است.
ضمن اینکه او در این انتخابات برای اولین‌بار واجد شرایط رای دادن شده است و اولین رای زندگی‌اش به شخص دیگری جز به خود او تعلق نمی‌گیرد. او جوانترین نامزد بزرگ‌ترین و قدیمی‌ترین حزب سیاسی سوئد است.
خانواده مریم، در دهه ۱۹۹۰ میلادی در زمان اوج‌گیری جنگ‌های داخلی افغانستان از این کشور خارج شدند. اول به ایران مهاجرت کردند، پس از آن به روسیه و سپس به سوئد رفتند و آنجا را برای زندگی انتخابات کردند.
مریم در سوئد به دنیا آمد و سال ۲۰۱۷ مدرسه را تمام کرد و قرار است در بهار سال ۲۰۱۹ وارد دانشگاه شود.